# Idiocnemis bidentata
Idiocnemis bidentata är en trollsländeart som beskrevs av Selys 1878. Idiocnemis bidentata ingår i släktet Idiocnemis och familjen flodflicksländor. IUCN kategoriserar arten globalt som livskraftig. Inga underarter finns listade i Catalogue of Life.